# Sztromatolit
A sztromatolit (A görög στρώμα [sztróma, ’réteg’], és a λιθος [lithosz, ’kő’] szavakból) cianobaktériumok, azaz fotoszintetizáló kékbaktériumok által létrehozott üledékszerkezet. A bakteriális film megköti az üledékszemcséket, aminek réteges felépítésében szerepet játszanak a napszaki és az éves bioproduktivitás változásai, valamint az árapály-jelenségek változásai. Az üledékszerkezet formája függ a képződési környezettől: a vízmélységtől, az üledékképződés sebességétől és az áramlási viszonyoktól.

## Előfordulása
A földi élet legkorábbi (3,5 milliárd éves) bizonyítékai a kora-archaikumból kerültek elő Dél-Afrikában és Nyugat-Ausztráliában. A nyugat-ausztráliai 3,46 milliárd éves tengeri kőzetekből jó megtartású cianobaktériumokat ismerünk, de 100 millió évvel idősebb mintákban is valószínűsíthetők életnyomok ugyanezen a területen. Így elmondható, hogy az első élőlények fosszíliái és a sztromatolitok mintegy 3,5 milliárd évvel ezelőttről maradtak fenn, az ausztráliai „South Pole”, Déli-Sarknak nevezett (vagy inkább gúnyolt, mivel ez egy forró, trópusi félsivatag) terület kőzeteiből.

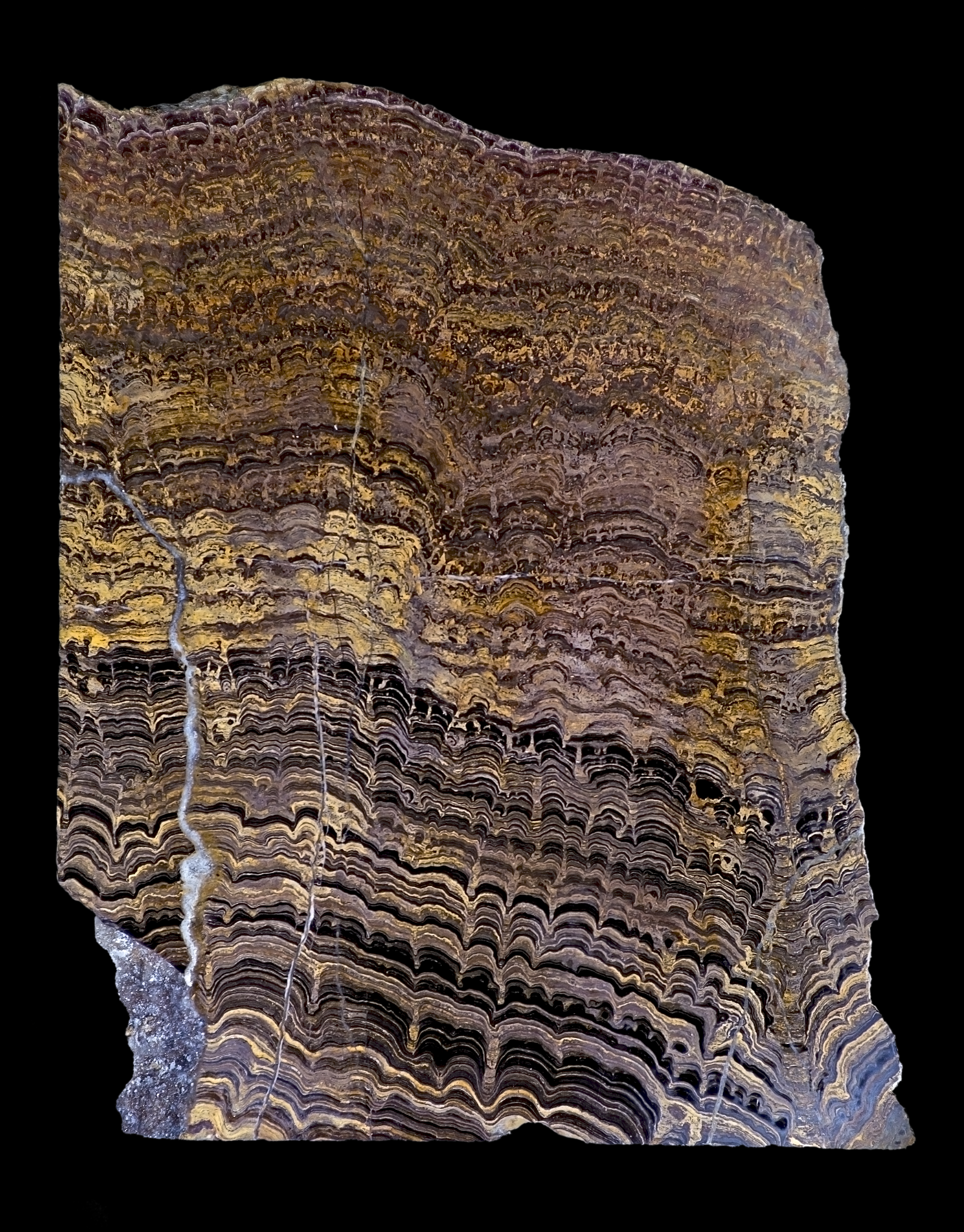
Alsó proterozoikumi sztromatolitok Boliviából

## Szerkezete
A sztromatolitok kovás zárványaiban talált ősmaradványok két fő csoportja közül a mikrofosszíliák főleg tűzkőben (kova) és palában fordulnak elő, gömbszerű, meszes képződmények vagy meszes szálak formájában. A szabad szemmel is látható sztromatolitok kupola alakú vagy oszlopos szerkezetek, amelyek kékeszöld algák karbonátkiválasztása és az üledék felhalmozódása révén keletkeznek. Ezek a korai prekambriumi élet vitathatatlan bizonyítékaként számos zöldkő-gránit övben megtalálhatók. A zöldkő övek megfelelnek az egykori kratonok (ősi kontinensek) közötti orogén zónáknak, amik ezen kontinenskezdemények ütközésekor gyűrődtek fel a korabeli üledékekből, s alakultak később át kisebb vagy nagyobb metamorfózist elszenvedve. A sztromatolitok az egész földtörténeti őskorra jellemzőek voltak, így nemcsak Ausztráliában, de például 2650 millió éves fosszilis sztromatolitok a Belingve zöldkő-övezetből, Zimbabwéből is előkerültek és igen gyakoriak leleteik Észak-Amerikában és Szibériában is, hogy csak néhány példát említsünk.

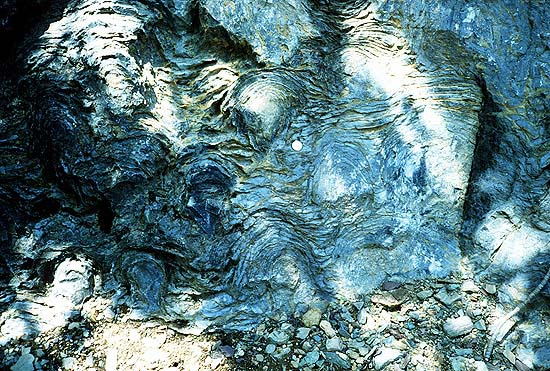
Prekambriumi sztromatolitok a Siyeh-formációból, Glacier Nemzeti Park

## Sztromatolitok és az UV-sugárzás
Az archaikumi szervezetek prokarióták (sejtmag nélküli élőlények) voltak, amelyek ellenálltak az ultraibolya sugárzásnak (ekkor még nem volt ózonréteg). A proterozoikum elejére mind a mikrofosszíliákat, mind a sztromatolitokat alkotó élőlények elszaporodtak. A 2 milliárd éves kanadai Gunflint vasas lerakódásban a kékeszöld algákhoz és a baktériumokhoz hasonló mikrofosszíliák 16 faját írták le. Védelmüket éppen az a biofilm és a rajta megtapadó apró homokszemcsék látták el, amik később elősegítették a fosszilizálódásukat is. Körülbelül 1,4 milliárd évvel ezelőtt a prokariótákat háttérbe szorították az eukarióták (fejlettebb szerveződési szintű, sejtmaggal és sejtszervecskékkel rendelkező élőlények), amelyek egy része már oxigént használt az anyagcseréhez és a növekedéshez (légzés). Mivel a cianobaktériumok egy rájuk nézve ellenségektől mentes közegben éltek, ott, ahol számos prokarióta az erős ultraibolya sugárzás miatt nem élt volna meg, a sztromatolitok sorsát megpecsételte az ózonpajzs vastagodása és az ezzel együtt járó eukarióta térhódítás a sekély tengerekben. Jellemzően árapályöviek. Extrém körülményeket (például magas sótartalmat) jeleznek, ugyanis normál körülmények között más élőlények megbolygatnák az üledékszerkezetet. A legismertebb recens sztromatolit telepek az ausztráliai Shark-bay-ben találhatók.
Bizonyos körülmények között csökkentsósvízre is utalhatnak, mint a miocén bádeni emeletének végén, amikor a lefűződő, egyre inkább tavakká váló posványosodó környezetben szaporodtak el, kiszorítva még a mészalgákat (Lithothamnion) is.

## A sztromatolitok rétegzettsége

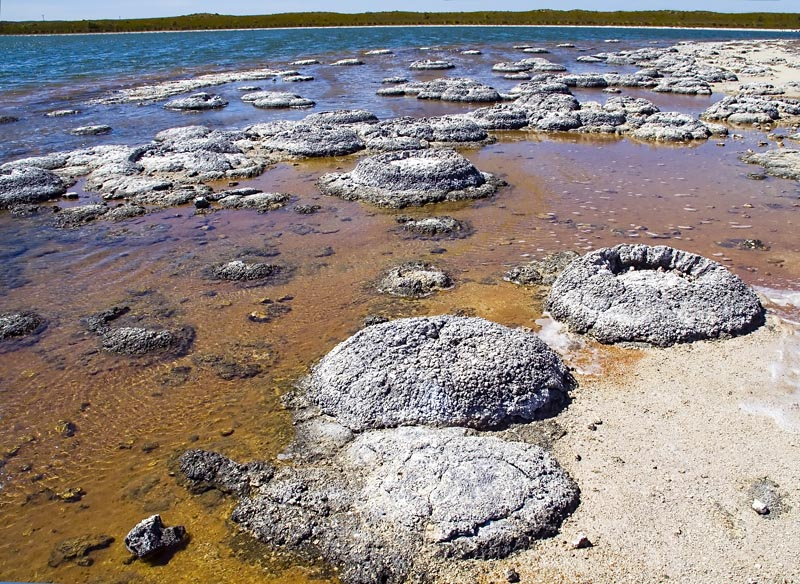
Sztromatolitok a Thetis-tóban (Nyugat-Ausztrália).

A rétegzettség oka az algák évszakos aktivitásának változása és ezzel együtt a légköri és helyi oxigénkoncentráció változása magyarázza. A sötét, oxigénszegény időszakokban a vas két vegyértékű(redukáltabb), vízben oldékony, addig az algák tevékenysége idején a három vegyértékű (oxidáltabb, rozsda) formája kötődött az algák géljéhez. Így egy (-sötét-világos-) ritmus jött létre, ami a kőzetekben ma is jól tanulmányozható a csiszolati képben. Ettől eltér a mai sztromatolitok szerkezete annyiban, hogy jelenleg már a vas felszínközelben csak oxidált formában fordul elő.

## Sztromatolit Magyarországon
Magyarországon sztromatolit a Villányi-hegység középső jura rétegeiben mutatható ki. Ekkoriban itt kontinensközeli sekélytenger hullámzott, ebben éltek a sztromatolitot létrehozó kékeszöld algák.

## Sztromatolitok ma
Mivel a kedvezőbb feltételeket nyújtó élőhelyeket a magasabb rendű élőlények foglalták el, ezért a ma élő sztromatolitok extrém körülmények között maradtak fenn, például a nyugat-ausztráliai Thetis-tóban, Cervantes város közelében vagy a Shark bay szintén Ausztráliában (Hamelin Pool), ahol extrém sugárzás, sótartalom, magas vízhőmérséklet jellemzi a környezetet. Ezen kívül találhatók még sztromatolit formációk Lagoa Salgadában, Rio Janeiro államban, Brazíliában, Cuatro Ciénegas földjén a Mexikói sivatagban, valamint Exuma Cays területén a Bahamákon.